# Saint-Benoît-des-Ombres
Saint-Benoît-des-Ombres és un municipi francès situat al departament de l'Eure i a la regió de Normandia. L'any 2007 tenia 108 habitants.

## Demografia

### Població
El 2007 la població de fet de Saint-Benoît-des-Ombres era de 108 persones. Hi havia 48 famílies de les quals 12 eren unipersonals (4 homes vivint sols i 8 dones vivint soles), 16 parelles sense fills, 16 parelles amb fills i 4 famílies monoparentals amb fills.
La població ha evolucionat segons el següent gràfic:
Habitants censats

### Habitatges
El 2007 hi havia 63 habitatges, 48 eren l'habitatge principal de la família, 14 eren segones residències i 1 estava desocupat. 62 eren cases i 1 era un apartament. Dels 48 habitatges principals, 41 estaven ocupats pels seus propietaris i 7 estaven llogats i ocupats pels llogaters; 4 tenien dues cambres, 10 en tenien tres, 13 en tenien quatre i 21 en tenien cinc o més. 38 habitatges disposaven pel capbaix d'una plaça de pàrquing. A 24 habitatges hi havia un automòbil i a 22 n'hi havia dos o més.

### Piràmide de població
La piràmide de població per edats i sexe el 2009 era:
| Homes | Edats   | Dones |
| ----- | ------- | ----- |
| 0     | 95 o +  | 0     |
| 0     | 90 a 94 | 0     |
| 0     | 85 a 89 | 0     |
| 0     | 80 a 84 | 0     |
| 0     | 75 a 79 | 0     |
| 4     | 70 a 74 | 8     |
| 0     | 65 a 69 | 4     |
| 4     | 60 a 64 | 0     |
| 4     | 55 a 59 | 0     |
| 4     | 50 a 54 | 8     |
| 4     | 45 a 49 | 8     |
| 4     | 40 a 44 | 0     |
| 4     | 35 a 39 | 0     |
| 0     | 30 a 34 | 4     |
| 4     | 25 a 29 | 0     |
| 0     | 20 a 24 | 4     |
| 4     | 15 a 19 | 4     |
| 0     | 10 a 14 | 4     |
| 4     | 5 a 9   | 4     |
| 0     | 0 a 4   | 0     |

## Economia
El 2007 la població en edat de treballar era de 71 persones, 50 eren actives i 21 eren inactives. De les 50 persones actives 41 estaven ocupades (23 homes i 18 dones) i 10 estaven aturades (3 homes i 7 dones). De les 21 persones inactives 10 estaven jubilades, 5 estaven estudiant i 6 estaven classificades com a «altres inactius».
Activitats econòmiques
Dels 2 establiments que hi havia el 2007, 1 era d'una empresa d'hostatgeria i restauració i 1 d'una empresa classificada com a «altres activitats de serveis».
L'any 2000 a Saint-Benoît-des-Ombres hi havia 5 explotacions agrícoles.

## Poblacions més properes
El següent diagrama mostra les poblacions més properes.